# Erylus philippinens
Erylus philippinens är en svampdjursart som beskrevs av Claude Lévi 1989. Erylus philippinens ingår i släktet Erylus och familjen Geodiidae.
Artens utbredningsområde är havet kring Filippinerna. Inga underarter finns listade i Catalogue of Life.